# Équipe du Canada de hockey sur glace aux Jeux olympiques de 2010
L'équipe du Canada est classée au deuxième rang au classement mondial de hockey sur glace de la Fédération internationale de hockey sur glace avant d'entreprendre la saison 2010 des tournois internationaux.

## Contexte
Les Jeux olympiques d'hiver 2010 se tiennent du 12 février 2010 au 28 février 2010 à Vancouver, dans la province de la Colombie-Britannique au Canada.

## Alignement
L'alignement suivant est dévoilé le 30 décembre 2009.

### Joueurs
| Numéro | Nom                    | Position  | Date de naissance | Équipe                    | PJ | B | A | Pts | Pun | Participation |
| ------ | ---------------------- | --------- | ----------------- | ------------------------- | -- | - | - | --- | --- | ------------- |
| 2      | Keith, Duncan          | Défenseur | 16 juillet 1983   | Blackhawks de Chicago     | 7  | 0 | 6 | 6   | 2   | 1re           |
| 6      | Weber, Shea            | Défenseur | 14 août 1985      | Predators de Nashville    | 7  | 2 | 4 | 6   | 2   | 1re           |
| 7      | Seabrook, Brent        | Défenseur | 20 avril 1985     | Blackhawks de Chicago     | 7  | 0 | 1 | 1   | 2   | 1re           |
| 8      | Doughty, Drew          | Défenseur | 8 décembre 1989   | Kings de Los Angeles      | 7  | 0 | 2 | 2   | 2   | 1re           |
| 10     | Morrow, Brenden        | Attaquant | 16 janvier 1979   | Stars de Dallas           | 7  | 2 | 1 | 3   | 2   | 1re           |
| 11     | Marleau, Patrick       | Attaquant | 15 septembre 1979 | Sharks de San José        | 7  | 2 | 3 | 5   | 0   | 1re           |
| 12     | Iginla, Jarome (A)     | Attaquant | 1er juillet 1977  | Flames de Calgary         | 7  | 5 | 2 | 7   | 0   | 3e            |
| 15     | Heatley, Dany          | Attaquant | 21 janvier 1981   | Sharks de San José        | 7  | 4 | 3 | 7   | 4   | 2e            |
| 16     | Toews, Jonathan        | Attaquant | 29 avril 1988     | Blackhawks de Chicago     | 7  | 1 | 7 | 8   | 2   | 1re           |
| 18     | Richards, Mike         | Attaquant | 11 février 1985   | Flyers de Philadelphie    | 7  | 2 | 3 | 5   | 0   | 1re           |
| 19     | Thornton, Joe          | Attaquant | 2 juillet 1979    | Sharks de San José        | 7  | 1 | 1 | 2   | 0   | 2e            |
| 20     | Pronger, Chris (A)     | Défenseur | 10 octobre 1974   | Flyers de Philadelphie    | 7  | 0 | 5 | 5   | 2   | 4e            |
| 21     | Staal, Eric            | Attaquant | 29 octobre 1984   | Hurricanes de la Caroline | 7  | 1 | 5 | 6   | 6   | 2e            |
| 22     | Boyle, Dan             | Défenseur | 12 juillet 1976   | Sharks de San José        | 7  | 1 | 5 | 6   | 2   | 1re           |
| 24     | Perry, Corey           | Attaquant | 16 mars 1985      | Ducks d'Anaheim           | 7  | 4 | 1 | 5   | 2   | 1re           |
| 27     | Niedermayer, Scott (C) | Défenseur | 31 août 1973      | Ducks d'Anaheim           | 7  | 1 | 2 | 3   | 4   | 3e            |
| 37     | Bergeron, Patrice      | Attaquant | 24 juillet 1985   | Bruins de Boston          | 7  | 0 | 1 | 1   | 2   | 1re           |
| 51     | Getzlaf, Ryan          | Attaquant | 10 mai 1985       | Ducks d'Anaheim           | 7  | 3 | 4 | 7   | 2   | 1re           |
| 61     | Nash, Rick             | Attaquant | 16 juin 1984      | Blue Jackets de Columbus  | 7  | 2 | 3 | 5   | 0   | 2e            |
| 87     | Crosby, Sidney (A)     | Attaquant | 7 août 1987       | Penguins de Pittsburgh    | 7  | 4 | 3 | 7   | 4   | 1re           |

### Gardiens de but
| Numéro | Nom                | Date de naissance | Équipe                 | PJ | V | D | Min | BC | Moy  | Bl | A | Pts | Pun | Participation |
| ------ | ------------------ | ----------------- | ---------------------- | -- | - | - | --- | -- | ---- | -- | - | --- | --- | ------------- |
| 1      | Luongo, Roberto    | 4 avril 1979      | Canucks de Vancouver   | 5  | 5 | 0 | 308 | 9  | 1,76 | 1  | 0 | 0   | 0   | 2e            |
| 29     | Fleury, Marc-André | 28 novembre 1984  | Penguins de Pittsburgh | -  | - | - | -   | -  | -    | -  | - | -   | -   | 1re           |
| 30     | Brodeur, Martin    | 6 mai 1972        | Devils du New Jersey   | 2  | 1 | 1 | 124 | 6  | 2,90 | 0  | 0 | 0   | 0   | 3e            |

### Entraîneurs
| Poste                | Nom              | Équipe                   |
| -------------------- | ---------------- | ------------------------ |
| Entraîneur-chef      | Babcock, Mike    | Red Wings de Détroit     |
| Assistant entraîneur | Hitchcock, Ken   | Blue Jackets de Columbus |
| Assistant entraîneur | Lemaire, Jacques | Devils du New Jersey     |
| Assistant entraîneur | Ruff, Lindy      | Sabres de Buffalo        |

## Résultats
- Classement final au terme du tournoi[2] :  Médaille d'or
- Jonathan Toews est nommé meilleur attaquant du tournoi[3]